# Щасливий провулок (Київ)
Щасли́вий прову́лок — провулок в Дарницькому районі міста Києва, селище Бортничі. Пролягає від Заплавної вулиці вздовж озера Заплавне до кінця забудови.
Прилучається Заплавний провулок.

## Історія
Виник на початку 2000-х років. Назва 2-й Червоноармійський провулок надана 2003 року. Сучасна назва — з 2015 року.